# Narym
Le Narym  (russe : Narymskaïa) est un petit cheval de l'ouest de la Sibérie, en Russie. Il se répartit dans la même aire géographique que l'Ob, duquel il se distingue par une plus imposante apparence. Cheval historiquement élevé pour la traction puis pour sa viande, il est fréquemment croisé avec des chevaux de trait et des trotteurs afin de le rendre plus grand.

## Histoire
L'existence du Narym est citée en 1947 dans The Book of the Horse de Brian Vesey-FitzGerald. En 1993, la World Watch List de l'Organisation des Nations unies pour l'alimentation et l'agriculture le cite parmi les races de chevaux d'URSS menacées d'extinction.
Dans le sud de sa région d'élevage, ce cheval fait l'objet de croisements avec des trotteurs et divers chevaux de trait afin d'augmenter sa taille,. Il est élevé en race pure dans le Nord.
En 1988, sa population est entre les 100 et les 1 000 individus.

## Description
Il présente à la fois le type du poney sibérien occidental et le type mongol, et constitue une variété de poney sibérien. Très proche de l'Ob, son apparence est plus grande et massive,.
Le Narym mesure de 1,32  à   1,42 m selon l'encyclopédie de CAB International, ce qui correspond à la taille de 13 à 14 mains citée par Bonnie Lou Hendricks (Université de l'Oklahoma) en 2007. Le Guide Delachaux lui attribue une taille moyenne de 1,38 m.
La tête est grosse, attachée à une encolure épaisse et courte. Son poitrail est large. Les membres, solides, sont terminés par des sabots bien durs. Crinière et queue sont bien fournies.
La robe est généralement baie ou alezane. 
Doté d'une bonne endurance, il résiste aux condition climatiques de sa région.

## Utilisations
C'est historiquement un cheval de traction, mis au travail sur des tâches de transport et aux travaux agricoles. Sa viande est consommée, ce qui motive son élevage.

## Diffusion de l'élevage
C'est une race locale et rare, en danger d'extinction,,,. Le Narym est propre au Nord de la Sibérie, en Russie,. Il se trouve en particulier dans l'oblast de Tomsk, aux alentours du fleuve Ob,.